# Chersotis iranica
Chersotis iranica är en fjärilsart som beskrevs av Leo Schwingenschuss 1955. Chersotis iranica ingår i släktet Chersotis och familjen nattflyn. Inga underarter finns listade i Catalogue of Life.